# Pagamento por consignação
No Direito das obrigações, o pagamento por consignação ou consignação em pagamento é o meio pelo qual o devedor extinguirá a sua obrigação perante o credor, no caso de este recusar-se a receber o pagamento, não tomar a iniciativa de recebê-lo ou ainda quando seu paradeiro for desconhecido.
A consignação é um direito do devedor, podendo este acioná-la judicialmente quando, por exemplo, o credor locador recusar-se a receber o aluguel no intuito de propor uma ação de despejo. O Código Civil, em seu art. 335, prevê cinco hipóteses de pagamento por consignação:
I - se o credor não puder, ou, sem justa causa, recusar receber o pagamento, ou dar quitação na devida forma;
II - se o credor não for, nem mandar receber a coisa no lugar, tempo e condição devidos (dívida "quérable");
III - se o credor for incapaz de receber, for desconhecido, declarado ausente, ou residir em lugar incerto ou de acesso perigoso ou difícil;
IV - se ocorrer dúvida sobre quem deva legitimamente receber o objeto do pagamento;
V - se pender litígio sobre o objeto do pagamento;
Cabe lembrar que tal rol não é taxativo e que há dois procedimentos para a consignação em pagamento: a) quando o credor recusa-se a receber; b) quando o devedor não sabe a quem pagar. Além disso, a consignação pode recair sobre imóveis e móveis, mas não sobre uma conduta humana.
- Consignação extrajudicial
A consignação extrajudicial só pode ocorrer quando o pagamento recair sobre dinheiro e independer de processo. Neste caso, o devedor deposita a quantia em estabelecimento bancário oficial (ou em estabelecimento particular, na ausência do oficial), em conta com correção monetária, cientificando o credor por carta com aviso de recebimento, no prazo de 10 dias, para que ele possa manifestar sua recusa (art. 539, §1º do Novo Código de Processo Civil).
A carta deve ser entregue pessoalmente ao credor, posto que o prazo para recusa começa a contar no dia do recebimento da mesma; e deve esclarecer ao devedor que a recusa tem que ser feita por escrito no estabelecimento bancário (art. 539, §3º do NCPC). Se não houver recusa do credor, ou se esta for intempestiva, o devedor estará desobrigado e a quantia depositada ficará à disposição do credor.
Frisa-se que, quando houver controvérsia a respeito da tempestividade da recusa, o valor depositado não poderá ser levantado por nenhuma das partes e a questão será dirimida necessariamente pelo Judiciário. No mais, a ação de consignação, havendo recusa tempestiva do credor, seguirá o procedimento a seguir.
- Consignação fundada na recusa em receber ou no caso de credor desconhecido ou que resida em local de difícil ou perigoso acesso
A recusa do credor deve ser injusta, já que a consignação não será aceita se o valor depositado for insuficiente ou se o devedor não tiver respeitado as condições do contrato. Ademais, o cumprimento da obrigação deve ser ainda útil ao credor para que a consignação prossiga. Se o devedor estiver em mora, deverá depositar também o valor dos juros.
1. Inicial
A legitimidade ativa é do devedor. Se já falecido, a legitimidade será do espólio e, depois da partilha, dos herdeiros. O legitimado passivo é o credor, se este for desconhecido não é necessário que seja qualificado na inicial, e a citação será realizada por edital. Além disso, nada impede que terceiro interessado pague a dívida, sendo que, se não for interessado, o pagamento deverá ser feito em nome do devedor. 
A competência será do foro do lugar do pagamento no caso de dívida portável, salvo se houver foro de eleição. Nos demais casos prevalecerá o foro do domicílio do réu. Quando a dívida for quesível (as condições da entrega ficarão a critério do devedor), a ação deverá ser proposta no foro do domicílio do devedor. Ademais, dispõe o art. 540 do Novo Código de Processo Civil, que "Requerer-se-á a consignação no lugar de pagamento, cessando para o devedor, à data do depósito, os juros e os riscos, salvo se a demanda for julgada improcedente".
Se o credor aceitar o depósito ou houver recusa intempestiva, o devedor será liberado de sua obrigação, ficando à disposição do credor a quantia depositada. O credor, no entanto, poderá recusar-se a receber o pagamento, caso em que o devedor ou terceiro legitimado deverá propor ação de consignação no prazo de 30 dias (art. 539, §3º, NCPC). Caso a ação não seja proposta no prazo, o depósito será considerado sem efeito e o dinheiro restituído ao devedor (que continuará podendo ajuizar a ação). Nesta hipótese, o devedor deverá arcar com os encargos da mora, desde o vencimento do pagamento, pois não se considera que o depósito tenha sido realizado. 
A petição inicial, além de preencher todos os requisitos do art. 319 do NCPC, deverá conter prova do depósito (extrajudicial) e da recusa do credor; porém, se o depósito ainda não tiver sido realizado, deve o autor requerer que seja efetuado dentro de cinco dias, sob pena de extinção do processo sem julgamento de mérito. O autor também requererá a citação do réu para levantar o depósito ou para que ofereça sua resposta. Nada impede que a ação de consignação cumule outros pedidos, já que segue o procedimento ordinário.
Ademais, "se o objeto da prestação for coisa indeterminada e a escolha couber ao credor, será este citado para exercer o direito dentro de 5 (cinco) dias, se outro prazo não constar de lei ou do contrato, ou para aceitar que o devedor o faça, devendo o juiz, ao despachar a petição inicial, fixar lugar, dia e hora em que se fará a entrega, sob pena de depósito" (art. 543 do NCPC).
Além do mais, "tratando-se de prestações periódicas, uma vez consignada a primeira, pode o devedor continuar a consignar, no mesmo processo e sem mais formalidades, as que se forem vencendo, desde que os depósitos sejam efetuados até 5 (cinco) dias, contados da data do vencimento". Entende-se que tais depósitos podem ser efetuados somente até sentença, depois disso se persistir a recusa, o devedor deverá ajuizar nova ação de consignação, embora haja entendimento de que o depósito é admitido até o trânsito em julgado da decisão.
2. Citação do réu
Efetuado o depósito, o réu será citado para que apresente sua resposta no prazo de 15 dias. Sendo incerto o credor, a citação será feita por edital. Citado, o réu poderá:
a) comparecer em juízo (podendo ou não estar acompanhado de advogado), aceitando e levantando o depósito. O juiz declarará a procedência da ação, julgando extinta a obrigação e condenando o réu ao pagamento das custas e honorários advocatícios (arts. 316, II e 546, parágrafo único do NCPC).
b) apresentar sua resposta no prazo de 15 dias.
c) permanecer inerte, devendo o juiz decretar sua revelia e extinguir a obrigação. 
3. Resposta do réu
O réu, em sua resposta, poderá valer-se da contestação, reconvenção e exceções. Segundo o art. 544 do NCPC, o réu poderá alegar na sua contestação que: 
I - não houve recusa ou mora em receber a quantia ou coisa devida;
II - foi justa a recusa;
III - o depósito não se efetuou no prazo ou no lugar do pagamento - porém, se a dívida versar sobre dinheiro, a mora do devedor não impede a consignação desde que o depósito inclua os encargos, juros, correção monetária e multa;
IV - o depósito não é integral - neste caso o réu deve discriminar o valor que entende devido, sob pena de invalidade da defesa. Alegada a insuficiência do depósito será dada oportunidade ao autor para completá-lo, dentro do prazo de dez dias, salvo se corresponder a prestação, cujo inadimplemento acarrete a rescisão do contrato. Vale lembrar que o réu poderá levantar parte do valor depositado, sendo que o processo seguirá sobre à parcela controvertida. Se a defesa tiver se baseado apenas na insuficiência do depósito, com a complementação o juiz julgará o processo.
Adjunto, "a sentença que concluir pela insuficiência do depósito determinará, sempre que possível, o montante devido, e, neste caso, valerá como título executivo, facultado ao credor promover-lhe a execução nos mesmos autos" - art. 545, §2º do CPC. 
4. Instrução e julgamento
Pode o juiz determinar a produção de todas as provas que entender necessárias. Se julgar a ação procedente, o autor ficará desobrigado e o réu pagará as custas e despesas do processo, sendo que o depósito ficará à sua disposição, descontados tais valores relativos à sucumbência. Já se julgada improcedente a ação, o depósito será restituído ao autor (salvo nos casos de complementação, em que parte da parcela foi levantada).
A sentença, na ação de consignação, é meramente declaratória, pois reconhece a suficiência do depósito realizado pelo autor e sua aptidão para extinguir a obrigação. A sentença será também condenatória na hipótese elencada pelo art. 545, §2º já mencionado. 
- Consignação fundada na dúvida de quem seja o credor
1. Inicial
Os legitimados passivos são todos aqueles que disputam o crédito ou que se mostram como possíveis credores. Na inicial, o autor deverá pedir o depósito, a citação de todos os pretensos credores, bem como especificar a razão de sua dúvida (de não saber a quem deve pagar). Se a dúvida for infundada, a petição inicial será indeferida.
O devedor vale-se da consignatória para não arcar com o risco de pagar mal, conforme dispõe o art. 344 do CC: "O devedor de obrigação litigiosa exonerar-se-á mediante consignação, mas, se pagar a qualquer dos pretendidos credores, tendo conhecimento do litígio, assumirá o risco do pagamento".
2. Depósito
Deferida a inicial, o autor deverá, no prazo de 05 (cinco) dias, realizar o depósito da quantia ou coisa devida. A não realização do depósito acarretará a extinção do processo, sem julgamento do mérito (art. 542,Parágrafo único do NCPC).
3. Citação dos réus e procedimento
Efetuado o depósito, o juiz mandará citar os réus. Não comparecendo nenhum réu citado, o juiz deverá aplicar os efeitos da revelia a todos e proferir sentença, declarando a suficiência do depósito e a extinção da obrigação. O depósito será convertido em arrecadação de bens de ausentes (art. 744 do NCPC).
Comparecendo apenas um réu para reclamar o pagamento, o juiz decidirá de plano. O juiz deverá verificar se ele realmente é o credor e se faz jus ao depósito. Se o réu não demonstrar sua condição de credor, o valor continuará depositado como se ninguém tivesse aparecido. Se o único credor que se manifestou alegar insuficiência de depósito, o juiz determinará que o autor faça a complementação em 10 dias. Aqui também, poderá o réu levantar a parte incontroversa da parcela. 
Comparecendo mais de um réu, o juiz declarará efetuado o depósito e extinta a obrigação, continuando o processo a correr unicamente entre os credores, caso em que se observará o procedimento ordinário (art. 548 do NCPC).
Referências bibliográficas
GONÇALVES, Marcus Vinicius Rios. Novo Curso de Direito Processual Civil. Editora Saraiva. 4ª Edição. Volume 2 - 2008. 
Passo a passo ilustrado

## Requisitos necessários ou obrigatórios
Para que a consignação tenha força de pagamento, deverá obedecer aos seguintes requisitos:
1. Deverá ser feita pelo devedor ou terceiro interessado;
2. O pagamento deverá ser integral, visto que o credor não é obrigado a aceitar pagamento parcial;
3. A obrigação não poderá ser modificada, mesmo antes de vencida a dívida, devendo ser cumprida na sua forma originária.

O pagamento por consignação é o depósito judicial ou "bancário" (extrajudicial) feito em pagamento de uma dívida.